# Stethynium levipes
Stethynium levipes är en stekelart som beskrevs av Girault 1938. Stethynium levipes ingår i släktet Stethynium och familjen dvärgsteklar. Inga underarter finns listade i Catalogue of Life.